# ديفيد سميث (مجدف)
ديفيد سميث (بالإنجليزية: David Smith)‏ هو مجدف بريطاني، ولد في 20 أبريل 1978 في دنفيرملين في المملكة المتحدة.

## وصلات خارجية
- الموقع الرسمي
- دايفيد سميث على موقع الاتحاد الدولي للتجديف (الإنجليزية)
- دايفيد سميث على موقع Paralympic.org (الإنجليزية)